# سینت‌پال
سینت‌پال (به انگلیسی: Saint Paul) مرکز ایالت مینه‌سوتای کشور آمریکا است.

## مراکز مهم

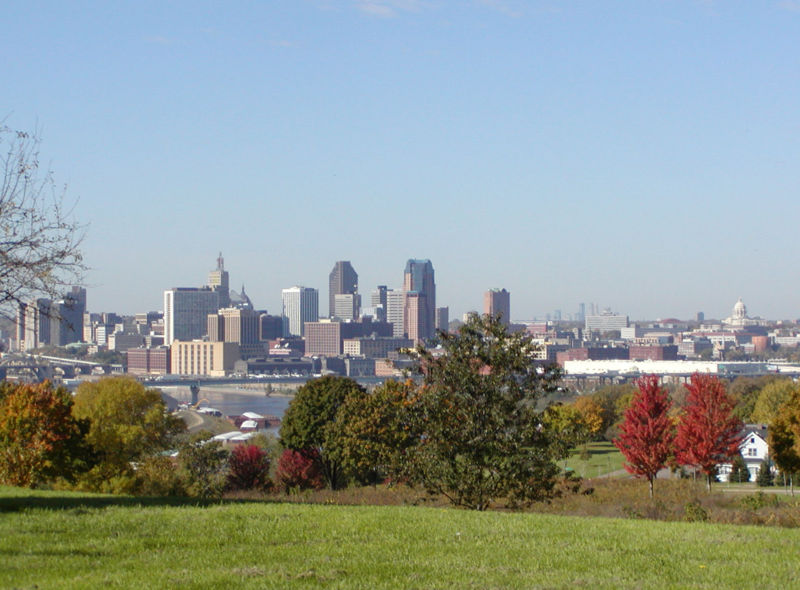
مرکز شهر سینت پال در این تصویر دیده می‌شود. گنبد سفید در سمت راست، ساختمان پایتخت ایالت است، و برج‌های بلند مرکز شهر مینیاپولیس نیز در دوردست در افق دیده می‌شود. مرکز این دو شهر دقیقاً ۱۴ کیلومتر از یکدیگر فاصله دارند.

- کاپیتول ایالت مینه‌سوتا